# Sahuayo de Morelos
Sahuayo de Morelos – miasto w zachodnim Meksyku, w stanie Michoacán, liczące 76 587 mieszkańców (2015).
Miasto było ważnym centrum w czasie powstania meksykańskiego 1926-1929. Z Sahuayo pochodził, zamordowany przez żołnierzy federalnych, św. Józef Sánchez del Río.